# Captain Comic II: Fractured Reality
Captain Comic II: Fractured Reality est un jeu vidéo de plates-formes développé par Color Dreams et édité par ComputerEasy, sorti en 1990 sur DOS. Ce titre est la suite de The Adventures of Captain Comic, sorti en 1988 sur la même plateforme.
Le jeu reprend les bases de son prédécesseur en proposant des niveaux de plates-formes à explorer et des ennemis à vaincre à l'aide de la panoplie d'armes et d'objets à disposition. Le joueur incarne le personnage de Captain Comic, un super-héros aux multiples compétences, et doit explorer un univers fantastique parsemé d'énigmes et de défis à relever.
Le gameplay de Captain Comic II: Fractured Reality a été amélioré par rapport à son prédécesseur, offrant une jouabilité plus fluide et des graphismes plus aboutis. Les environnements ont également été plus variés, allant des jungles aux montagnes en passant par des villes futuristes. Le jeu propose également un système de sauvegarde pour permettre aux joueurs de reprendre leur partie là où ils l'ont laissée.
Malgré des critiques mitigées à sa sortie, Captain Comic II: Fractured Reality a su se démarquer en proposant un univers de jeu original et un gameplay amusant. Il a connu un certain succès et reste encore aujourd'hui un titre apprécié des fans de jeux de plates-formes rétro.

## Système de jeu
Captain Comic II: Fractured Reality est un jeu de plates-formes qui propose un gameplay traditionnel de type action-aventure. Le joueur contrôle le personnage de Captain Comic et doit le guider à travers différents niveaux en affrontant des ennemis et en résolvant des énigmes.
Le jeu propose un système de contrôle simple, permettant au joueur de diriger Captain Comic avec les touches directionnelles et de sauter avec la touche correspondante. Le personnage dispose également d'une variété d'armes et d'objets, tels que des pistolets, des bombes et des clés, qu'il peut utiliser pour vaincre les ennemis et ouvrir des portes verrouillées.
Chaque niveau est constitué d'un ensemble de salles interconnectées, dans lesquelles le joueur doit récupérer des objets, éviter les pièges et combattre les ennemis. Certains passages peuvent être difficiles à franchir, nécessitant une bonne dose d'adresse et de précision de la part du joueur.
Le système de sauvegarde permet au joueur de reprendre sa partie là où il l'a laissée. Les joueurs peuvent également choisir de jouer en mode difficile, ce qui augmente la difficulté et ajoute de nouveaux ennemis et pièges à surmonter.
Dans l'ensemble, Captain Comic II: Fractured Reality propose un gameplay classique de jeu de plates-formes, avec des graphismes colorés et des niveaux variés. Les fans de jeux de plates-formes rétro y trouveront un titre divertissant et nostalgique, qui reste aujourd'hui une référence dans le genre.

## Accueil
Captain Comic II: Fractured Reality a reçu un accueil mitigé lors de sa sortie en 1990. Les critiques ont salué la variété des niveaux et le gameplay solide, mais ont également critiqué les graphismes et la musique qui semblaient datés et peu inspirés. Le magazine Computer Gaming World a qualifié le jeu de "satisfaisant", notant que les niveaux étaient bien conçus et que le gameplay était fluide, mais que les graphismes étaient "médiocres" et la musique "ennuyeuse". Le magazine a également critiqué la difficulté parfois trop élevée du jeu, qui pouvait décourager les joueurs les moins expérimentés.  Le magazine PC Zone a été plus critique, qualifiant le jeu de "décevant" et le comparant défavorablement à d'autres jeux de plates-formes de l'époque tels que Commander Keen. Le magazine a également critiqué les graphismes et la musique, les jugeant peu inspirés.  Malgré ces critiques, Captain Comic II: Fractured Reality a connu un certain succès commercial et est devenu un titre apprécié des fans de jeux de plates-formes rétro. Le jeu a été réédité à plusieurs reprises depuis sa sortie initiale, notamment sur la plateforme Steam en 2014. Aujourd'hui, il est considéré comme un classique du genre et est apprécié pour son gameplay solide et son univers de jeu original.